# Чичек (остров)
Чичек (тур. Çiçek Adası — «цветок») — остров, принадлежащий Турции, в юго-западной части залива Эдремит Эгейского моря к востоку от более крупного острова Алибей, лежащего напротив порта Айвалык (Кидоние или Кидония). Один из островов Моско (Алибей). Высочайшая точка — 22 м над уровнем моря. Административно относится к району Айвалык в иле Балыкесир.
Греческое название острова — Ангистри (греч. Αγκίστρι) или Арьиронисон (Αργυρόνησον — «серебряный остров»).